# 西贝莱斯广场

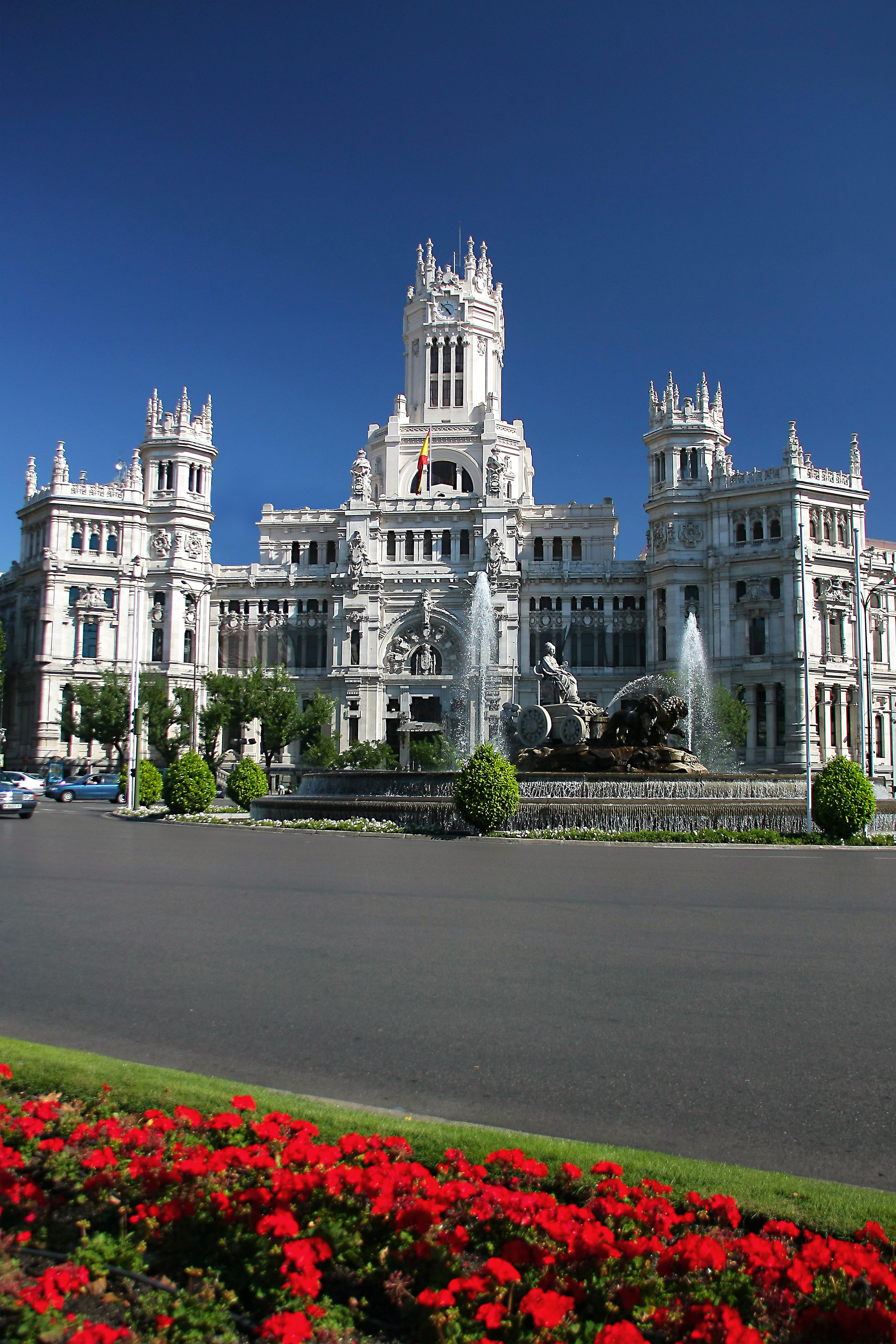
西贝莱斯广场的通信宫和西贝莱斯喷泉

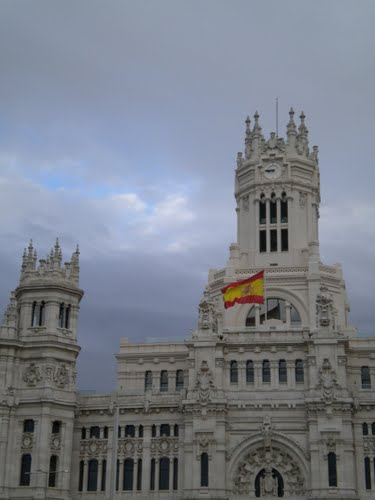
西贝莱斯广场

西贝莱斯广场（西班牙語：Plaza de Cibeles；亦譯為大地女神廣場）是西班牙首都马德里的一个广场，周围是新古典主义建筑群、大理石雕塑和喷泉，为马德里的标志。
西贝莱斯广场向北是雷科莱托斯大道（Paseo de Recoletos），向南是普拉多大道（Paseo del Prado），经卡诺瓦斯广场直到阿托查车站，东西向的阿尔卡拉街穿过广场，向西到太阳门，向东到独立广场的阿尔卡拉门。
西贝莱斯喷泉描绘弗里吉亚生育女神西贝莱斯，坐在两只狮子拉着的战车上。喷泉兴建于卡洛斯三世时期，由文图拉·罗德里格斯设计于1777年到1782年之间。女神和战车是弗朗西斯科·古铁雷斯的作品，而狮子是罗伯特·米歇尔的作品。这个喷泉最初毗邻布埃纳维斯塔宫，19世纪后期迁至位于广场中央。19世纪以前，西贝莱斯喷泉和南面卡诺瓦斯广场的海神喷泉彼此相望，后来市议会决定，使它们都面向市中心。
西贝莱斯广场的东南角，是西班牙邮电总局（Correos y Telégrafos）旧总部通讯宫（Palacio de Comunicaciones），自2007年起马德里市长办公室入驻。广场的西南角，是西班牙银行的總行，对面是西班牙军队总参谋部。广场东北角是利纳雷斯宫（Palace of Linares），目前设有 Casa de América。 
西贝莱斯广场( plaza de cibeles )是皇家马德里足球俱乐部庆祝欧洲冠军联赛，西甲或西班牙国王杯等大型比赛胜利的地点。 

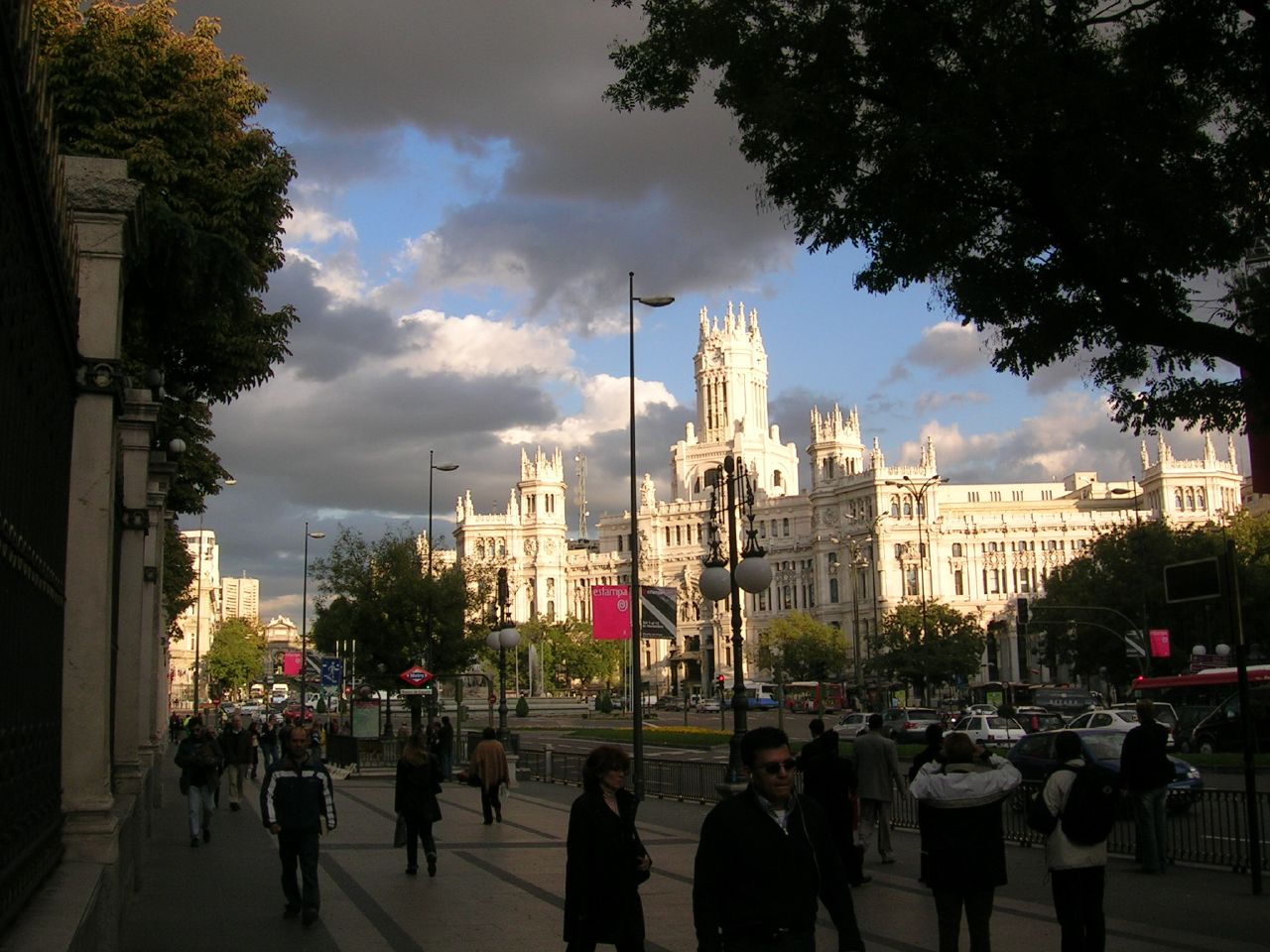
广场全景

马德里地铁二号线在西贝莱斯广场设有西班牙银行站。